# Parasmittina talismani
Parasmittina talismani är en mossdjursart som först beskrevs av Calvet 1907.  Parasmittina talismani ingår i släktet Parasmittina och familjen Smittinidae. Inga underarter finns listade i Catalogue of Life.